# Club Deportivo Logroño
El Club Deportivo Logroño fue un club de fútbol de España, de la ciudad de Logroño, en La Rioja. Fue fundado en 1922 y desapareció en 1935. Ha pasado a la historia por ser el primer equipo riojano en alcanzar la Segunda División de España.

## Historia
El Club Deportivo Logroño fue fundado el 17 de diciembre de 1922 por Bernardo Ardanaz, admirador del Athletic Club que tomó los colores del club bilbaíno para su nuevo equipo. Jugó sus primeros meses en el campo de La Trilladora, hasta que el 15 de junio de 1924 inauguró su nuevo estadio de Las Gaunas venciendo por 3-0 a los franceses del Vie aun Grand Air du Medoc. Los rojiblancos alinearon para ese partido a Omits; Romero, Escobal; Fortu, Adarraga, Alesón; Lecea, Santolaya, Fermín, Aróstegui y Castroviejo, autor del primer gol en la historia del nuevo estadio.
El Deportivo Logroño inició su singladura competitiva en las categorías inferiores del campeonato regional de Guipúzcoa. La temporada 1928/29 debutó en la primera categoría, proclamándose subcampeón por detrás de la Real Sociedad. Este resultado le permitió debutar en la Copa del Rey donde eliminó al Real Betis para caer en octavos de final contra el Real Madrid por un global de 0-15. Esa misma temporada se creó la liga española de fútbol y el CD Logroño fue designado para optar a una plaza en el Grupo B de Segunda División, equivalente a una tercera categoría. Pero en el torneo clasificatorio los riojanos fueron eliminados, tras ser derrotados por el Baracaldo CF y el Gimnástico de Valencia. 
La temporada 1929/30 el CD Logroño se convirtió en uno de los equipos fundadores de la Tercera División de la liga española. Encuadrado en el Grupo 2, los rojiblancos terminaron por detrás del Baracaldo CF y el Deportivo Valladolid. Fue también discreto su papel en el campeonato regional de Guipúzcoa, que terminó en cuarta posición.
La temporada 1930/31 mejoró su actuación liguera: fue segundo en el Grupo 2 de Tercera División, de nuevo por detrás del Baracaldo CF, quedando a un punto de disputar la promoción de ascenso a Segunda División. También fue subcampeón en el campeonato regional de Guipúzcoa. En esta ocasión fue el Real Unión de Irún quien se llevó el título gracias al goal average. El subcampeonato permitió nuevamente al CD Logroño disputar la Copa de España, donde se convirtió en la revelación del torneo. En diciesiesavos de final los rojiblancos vapulearon a la Cultural y Deportiva Leonesa por 7-0 y 1-8. El siguiente rival fue el Real Valladolid, con el que empataron a cero en el partido de ida, para luego golear en Las Gaunas por 4-0, con tres goles de Araujo y uno de Luisín. El rival en octavos de final fue el CD Castellón, un equipo de superior categoría, ya que militaba en Segunda División. Los castellonense se impusieron en El Sequiol por 2-0, pero en el partido de vuelta los logroñeses remontaron la eliminatoria con dos goles de Luisín y otro de Araujo.
De este modo el Deportivo Logroño alcanzó las semifinales de la Copa de España, un éxito nunca logrado por ningún otro equipo riojano. El partido de ida de la eliminatoria se disputó el 7 de junio de 1931 en un abarrotado estadio de Las Gaunas. El rival era Athletic Club, que se acababa de proclamar campeón de liga y que demostró su superioridad al vencer por 0-6. Los logroñeses alinearon esa tarde a Omits; Alcalde, Recarte; González, Mugarra, Tel, Araujo, Juliac, Escolá, Luisín y Poli. En el partido de vuelta en San Mamés los bilbaínos se impusieron nuevamente por 6-3. Poli, Escolá y Luisín de penalti marcaron los tantos del CD Logroño, que repitió la alineación del partido de ida, aunque con Munguía en la portería.
La temporada 1931/32 el CD Logroño participó en el nuevo Campeonato Mancomunado de Guipúzcoa, Navarra, La Rioja y Aragón. A pesar de ser líderes durante todo el torneo, los riojanos sucumbieron en la última jornada por 2-0 ante su rival directo, el Donostia FC, que se llevó el título gracias al goal average. El subcampeonato permitió al CD Logroño volver a participar en el Campeonato de España, pero fue eliminado en la primera eliminatoria por el Atlético de Madrid. Tampoco tuvieron fortuna en la liga, completando un discreta temporada en el Grupo 2 de Tercera División.
El primer título del CD Logroño llegó la temporada 1932/33. Los riojanos quedaron primeros de su grupo de Tercera División, lo que les permitió participar en la fase final y promoción de ascenso a Segunda División, que se disputó por eliminatorias. Tras apear al Huesca FC en la primera ronda por un global de 12-2, los rojiblancos cayeron ante el Real Zaragoza por 2-0. En el Campeonato Mancomunado de Guipúzcoa, Navarra, La Rioja y Aragón, como la temporada anterior, el CD Logroño fue subcampeón por detrás del Donostia FC. En la Copa de España, también como en la temporada anterior, fue apeado en los dieciseisavos de final.
Aunque la situación económica de la entidad era cada vez más comprometida, el club siguió sumando éxitos deportivos. La temporada 1933/34 empezó con la conquista del Campeonato Mancomunado de Guipúzcoa-Navarra-Aragón y Rioja, superando a la Donostia FC y al Zaragoza CF. El título permitió al Logroño participar en el Campeonato de España, donde fue eliminado por un equipo de superior categoría, el Real Murcia.
En la liga, el CD Logroño finalizó tercero en el Grupo Noroeste-Centro de la Subdivisión A de Tercera División, lo que le dio acceso a una compleja y larga promoción de ascenso a Segunda, de la que el equipo riojano se acabó retirando prematuramente. Sin embargo, al término de la temporada, la Federación Española acordó una ampliación de la Segunda División de 10 a 24 participantes. El CD Logroño resultó ser uno de los beneficiados, al obtener en los despachos el ascenso que no había conseguido en los terrenos de juego.
La temporada 1934/35 se inició con la disputa de los nuevos Campeonatos Superregionales, que venían a reemplazar los torneos mancomunados. El CD Logroño, que quedó encuadrado en el Grupo 2, se vio lastrado por sus problemas económicos, no pudiendo comparecer en algunos encuentros. Los lucronienses finalizaron colistas, con dos victorias y diez derrotas, acumulando 47 goles en contra por 14 a favor. 
En la liga las cosas tampoco marcharon mejor. Encuadrado en el Grupo 2 de Segunda División, el CD Logroño debutó en la categoría de plata con una derrota por 5-0 en Zaragoza. Los logroñeses alinearon a Santamaría, Ciempozuelos, Mardones, González, Arrizabalaga, Poli, Salvador, Cotelo, Gil Rivero, Trizo y Marín. En la segunda jornada, en Las Gaunas, los rojiblancos fueron nuevamente goleados (1-7) por el Unión de Irún y una semana más tarde salían vapuleados (8-1) de Sabadell. Hundido por sus problemas económicos, el 21 de diciembre de 1934 el club anunció su retirada de la competición, como paso previo a la disolución de la entidad. La Federación Española anuló todos los resultados conseguidos por los riojanos en Segunda División.
En 1940, tras la guerra civil española, se fundó el sucesor del desaparecido Club Deportivo Logroño: el Club Deportivo Logroñés. El nuevo club heredó de su antecesor el estadio de Las Gaunas, así como los colores rojiblancos y su característico escudo con la estrella de David.

## Datos del club
- Temporadas en 1ª: 0
- Temporadas en 2ª: 1 (Se retiró de la competición sin terminarla y todos sus resultados fueron anulados)
- Temporadas en 2ªB: 0
- Temporadas en 3ª: 5
- Participaciones en la Copa del Rey: 5
- Mejor clasificación en la Copa: Semifinales, temporada 1930/31

## Uniforme
- Uniforme titular: Camiseta blanquirroja a rayas verticales, pantalón negro y medias negras.
- Uniforme Visitante: Camiseta

## Estadio
El CD Logroño jugó en sus primeros meses de vida en el Campo de La Trilladora, inaugurado el 3 de febrero de 1923 con un partido ante el San Antonio.
El 15 de junio de 1924 inauguró su propio campo de juego, ubicado en unos terrenos propiedad de hermanas Gaona, de quien acabaría tomando el nombre de Las Gaunas. El recinto tenía capacidad para 8.000 espectadores. El terreno de juego, de tierra hasta 1929, tenía unas dimensiones de 105x68 metros.

## Palmarés

### Campeonatos regionales
- Campeonato Mancomunado de Guipúzcoa (1): 1932.
- Campeonato Mancomunado de Guipúzcoa-Navarra-Aragón y Rioja (1): 1934.